# Els Torms
Els Torms là một đô thị trong tỉnh Lleida, cộng đồng tự trị Cataluña Tây Ban Nha. Đô thị Els Torms có diện tích là 13,75 ki-lô-mét vuông, dân số năm 2009 là 171 người với mật độ 12,44 người/km². Đô thị Els Torms có cự ly km so với tỉnh lỵ Lleida.